# Chloé (entreprise)
Pour les articles homonymes, voir Chloé.
Chloé est une maison de mode française fondée en 1952 par Gaby Aghion. L'entreprise se développe quelques années plus tard, à la suite de l'association de la fondatrice avec Jacques Lenoir. La marque est connue pour ses modèles souples aux matières légères.

## Préambule
Avant la création de Chloé en 1952, les maisons de mode produisent uniquement des vêtements sur mesure de couture ou de haute couture. Rejetant la froideur et la raideur de la mode des années 1950, années où Dior et Balenciaga sont au sommet, Gaby Aghion, décide de créer une ligne de vêtements de grande qualité qu'elle appelle « prêt-à-porter de luxe ». Les vêtements sont disponibles immédiatement, déjà coupés et confectionnés, le besoin de retouche mineur, les matières de très bonne qualité, les coupes étudiées et le tombé des tissus soigné. Le marché du prêt-à-porter tel qu'il est aujourd'hui reste alors à ses prémices. Les autres couturiers rejoignent rapidement le mouvement, tel Yves Saint Laurent avec Saint Laurent rive gauche, ou Givenchy avec la collection « University » de 1956.

## Historique

### Le nom Chloé
Gaby Aghion pensait que son propre nom évoquait celui d'une diseuse de bonne aventure. Elle préfère le prénom d'une amie, Chloé Huisman, styliste aux Galeries Lafayette ensuite connue sous le nom de Chloé de Bruneton,, pour son côté chaud, féminin et en accord avec l'esprit jeune et audacieux qui naît à Paris à cette époque.

### Création
Chloé est fondée en 1952 par Gaby Aghion, une Parisienne d'origine égyptienne. Elle et son partenaire Jacques Lenoir, avec qui elle s'associe l'année suivante, sont parmi les premiers à prendre conscience de l'apparition d'une demande pour des collections qui allient les exigences de la haute couture avec celle du prêt-à-porter. Gaby Aghion passe ainsi du statut de « cliente » à celle de « vendeuse ». La première collection comporte six modèles ; Gaby Aghion s'occupe de tout, de l'approvisionnement à la vente. Quatre ans plus tard, la toute première véritable collection est présentée pendant un petit déjeuner au Café de Flore, l'un de leurs cafés préférés et alors le rendez-vous des artistes parisiens. Cette collection est dessinée par Gaby Aghion et réalisée par une première assistante de chez Lelong, et reçoit le soutien de Hélène Lazareff la fondatrice du magazine Elle. Les collections suivantes sont présentées à La Closerie des Lilas et chez Lipp. Le premier styliste de la marque, Gérard Pipart, est engagé ; il y restera six ans avant de partir chez Nina Ricci. Dans les années 1960, Gaby Aghion et Jacques Lenoir  commencent alors à s'associer de jeunes talents qui deviendront célèbres au fil du temps : Christiane Bailly, puis Michèle Rosier, Maxime de la Falaise (la mère de Loulou)  Graziella Fontanaet Tan Giudicelli.

### Lagerfeld
En 1963, Karl Lagerfeld, après avoir travaillé pour la maison Jean Patou, est recruté par Jacques Lenoir comme principal créateur de la maison et Chloé devient l'une des marques emblématiques des années 1970 avec ses jupes longues et fluides, ainsi que ses chemisiers vaporeux. Le créateur est « au sommet de son art » Jackie Kennedy, Brigitte Bardot, Maria Callas et Grace Kelly entre autres célébrités sont clientes dans la boutique « Popard » de Jeannette Alfandari, où est vendue la marque. En 1971, Jeannette Alfandari ouvre au 3 rue de Gribeauval dans le 7e arrondissement de Paris sous l'enseigne Chloé. Deux ans plus tard, le premier parfum, nommé « Chloé », est lancé, et la marque associée à Jeannette Alfandari ouvre en 1983 un nouveau point de vente rue du Faubourg-Saint-Honoré.

### Richemont
Au milieu des années 1980, la marque est en perte de vitesse, les ventes ne sont plus au rendez-vous,. Malgré cela, la société est acquise en 1985 par le groupe de luxe Dunhill Holdings, devenu le groupe Richemont par la suite. Lagerfeld, après une vingtaine d'années de collaboration, part chez Chanel. Gaby Aghion et Jacques Lenoir prennent leur retraite à la suite de la cession de la société. Chloé continue à cette époque sa collaboration avec des directeurs artistiques amenés à se faire un nom, Guy Paulin, qui emporté par la maladie, est suivi par l'Irlandais Péter O'Brian, talentueux mais qui ne réussit pas à redorer l'image de la marque. Il est recruté par Rochas où il modernise le style. Martine Sitbon prend en main le stylisme de Chloé en 1988, et à nouveau Karl Lagerfeld qui est appelé pour remonter la marque déclinante en 1992 ; il s'y attellera durant cinq ans.

### Stella McCartney
Après le départ de Lagerfeld, la styliste au nom prestigieux, Stella McCartney, âgée alors de 25 ans, bouscule la maison en apportant une nouvelle orientation, féminine, romantique et impertinente. Elle est accompagnée de Phoebe Philo. Stella McCartney redynamise la maison pour en faire de nouveau une marque de premier plan, tout en conservant les principes de Chloé. C'est un véritable « second souffle » pour la marque et le succès est au rendez-vous dès la première collection,,. En 1999, Ralph Toledano prend la direction de l'entreprise, il y restera onze ans. En prenant la succession de Stella, Phoebe Philo son amie et assistante, ajoute en 2001 une touche personnelle, sensuelle, féminine, sophistiquée ; elle introduit les sacs dans les défilés et maintient le style de la maison année après année. Kirsten Dunst, Natalie Portman, Lou Doillon, Sofia Coppola, deviennent clientes.
La petite sœur de Chloé, See By Chloé, est créée : elle se veut plus accessible et plus jeune. Chloé lance avec succès une ligne de sac en 2002, petite maroquinerie et chaussures. Le sac « Camera Bag » devient un succès. Mais surtout, c'est le « Paddington » qui devient le premier des « it-bags »,,.

### Depuis 2006
Phoebe Philo à son tour quitte Chloé : période de flottement pour la marque. Les deux collections suivantes reçoivent peu d'échos. En 2006 enfin, le Suédois Paulo Melim Andersson, anciennement chez Marni et Margiela, apporte un style décalé et moderne : le chiffre d'affaires remonte. En septembre 2007, Chloé est la première marque de luxe à développer une version spécifique de son site internet pour l'iPhone d'Apple. L'année suivante, la marque investit pour la retransmission sur internet le soir même de ses défilés parisiens. Pourtant, les collections de Paulo Melim Andersson ne font pas l’unanimité : alors après une collaboration étroite avec la marque pour le lancement du parfum Chloé, Hannah MacGibbon est nommée directrice artistique l'année 2008 et présente sa première collection en mars lors du défilé Printemps-Été 2009. Ses créations seront qualifiées d'« ultrachic ».
Ralph Toledano, à la suite de résultats financiers décevants,, quitte la direction de la maison en 2010 pour Puig ; il est remplacé par Geoffroy de La Bourdonnaye. En 2019, ce dernier quitte la maison et c’est Riccardo Bellini qui lui succède au poste de PDG . Il est encore en poste à l’heure actuelle. Après trois ans au service de la marque, Hannah MacGibbon, en manque d'inspiration selon les médias, quitte la direction artistique de Chloé l'année suivante pour se consacrer à de nouveaux projets. La discrète anglaise Clare Waight Keller, anciennement chez Gucci avec Tom Ford, et chez Ralph Lauren, Calvin Klein, ainsi que Pringle of Scotland, devient la nouvelle directrice artistique de la marque, et est reconnue pour ses modèles fluides et féminins, perpétuant l'héritage de la marque. Natacha Ramsay-Levi lui succède en 2017, et annonce son départ en décembre 2020. Elle est remplacée par la créatrice uruguayenne Gabriela Hearst. Chemena Kamali lui succède en octobre 2023,.
En 2023, Chloé collabore avec la nouvelle marque de mode d'Angelina Jolie, Atelier Jolie,,.

## Distinctions
En 2023, Chloé remporte le prix du capital humain et de l'impact social aux Sustainable Fashion Awards du CNMI,.

### Polémique
Des affiches de la marque ont été installées illégalement dans le cadre de guerilla marketing.

### Exposition
Chloé Attitudes, Palais de Tokyo, 29 septembre au 18 novembre 2012. Lire en ligne